# Автошлях Р 76
Автошля́х Р 76 — автомобільний шлях регіонального значення в Україні. Проходить територією Рівненської області через Прикладники (пункт контролю) — Зарічне — Дубровицю. Загальна довжина — 80,6 км.
Дана нумерація набрала чинності з 1 січня 2013 року.

## Маршрут
Автошлях проходить через такі населені пункти:
| Автошлях Р 76                |     |
| Рівненська область           |     |
| Зарічненський район          |     |
| Прикладники (пункт контролю) |     |
| Прикладники                  |     |
| Морочне                      |     |
| Мутвиця                      |     |
| Чернин                       |     |
| Зарічне                      |     |
| Іванчиці                     |     |
| Серники                      |     |
| Вичівка                      |     |
| Бродниця                     |     |
| Дубровицький район           |     |
| Лісове                       |     |
| Золоте                       |     |
| Дубровиця                    | Н25 |